# 瑞典语历史
9世纪时，古诺斯语开始分化为古西诺斯语（挪威和冰岛）和古东诺斯语（瑞典和丹麦）。12世纪，丹麦和瑞典的方言开始分化，到13世纪变为古丹麦语和古瑞典语。所有这些语言在中世纪都受到了中世纪低地德语的强烈影响。

## 古诺斯语
8世纪时，斯堪的纳维亚半岛的共通日耳曼语——原始诺斯语发生了一些变化，并演变为古诺斯语。这种语言开始经历新的变化，但并没有传播到整个半岛，产生了古西诺斯语（挪威和冰岛）和古东诺斯语（丹麦和瑞典）两种方言。
瑞典境内的古东诺斯语又称“卢恩瑞典语”，丹麦境内的又称“卢恩丹麦语”，但直到12世纪，两种方言都没有显示出任何差别。它们都用卢恩字母书写。不同于古弗萨克文写的原始诺斯语，古诺斯语使用的是只有16个字母的后弗萨克文。由于卢恩字母数量有限，有些字母被用于表示不同的音素，例如表示元音u的字母也用于o、ø、y，表示i的也用于e。
将古东诺斯语和古西诺斯语分开的变化是双元音æi（古西诺斯语ei）单化为e，如stæin>sten。这可见于卢恩铭文中，旧的写作stain，新的写作stin。还有一个变化是au变为ø，如dauðr>døðr。这一变化在卢恩铭文中表现为从tauþr变为tuþr。此外，øy（古西诺斯语ey）也单化为ø，如古诺斯语表示“岛”的词。
自12世纪起，丹麦方言开始与瑞典方言产生分歧。这些创新从丹麦不均匀地扩散开来，形成一系列同言线，范围从西兰岛到斯韦阿兰。

## 古瑞典语

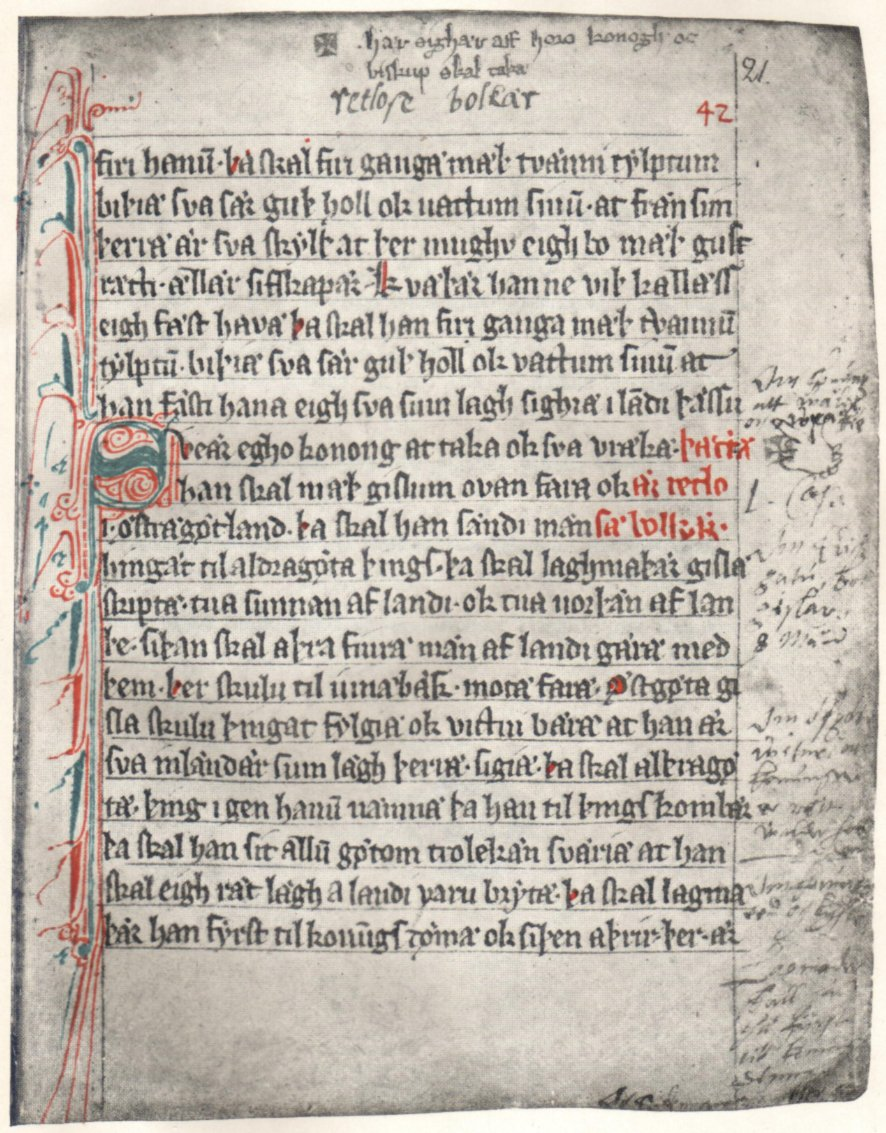
《西约特兰法》复制品，西约特兰一部法典（1280年代），是最早的以拉丁字母写就的瑞典语文本之一。

古瑞典语指的是中世纪的瑞典语，始于1225年。这一时期以拉丁文书写的最重要的文献包括最古老的省法典《西约特兰法》，其中有可以追溯到1250年左右的文段。这一时期的主要影响来自天主教会和各种僧院的稳固建立，引入了许多希腊语、拉丁语借词。随着13世纪末、14世纪初汉萨同盟的崛起，中世纪低地德语的影响变得越来越大。汉萨同盟为瑞典的商业和行政管理提供了大量德语移民。许多人成为了瑞典中世纪社会中相当有影响力的成员，并带入他们母语中的词汇。除了战争、贸易和管理等领域的借词外，一般的语法后缀甚至连词都是借来的。几乎所有航海术语也都是从荷兰语借来的。
早期中世纪瑞典语和现代瑞典语有着明显的不同，它有更复杂的格系统，性系统尚未经过简化。名词、形容词、代词和特定的数都要依4种格变形；除现代就有的主格和属格外，还有与格和宾格。性系统与现代德语比较像，有阴阳中三性。大多数阳性和阴性名词后来合并为同一个性别。动词系统也更复杂：它有虚拟语气和祈使语气之别，此外还要据人称和数变化。到16世纪，口语和世俗文学中的格和性系统很大程度上已经简化为现代瑞典语的两格两性系统。直到18世纪，古屈折变形在高级散文中仍然很常见，在一些方言中保留到20世纪初。
北欧国家拉丁文字体的一个过渡性变化是将字母组合“ae”写作æ或a'，也因人和地区而异。“aa”的组合也相似地变成了aa，“oe”变成oe。这三个字母后来演变为ä、å、ö。

## 现代瑞典语

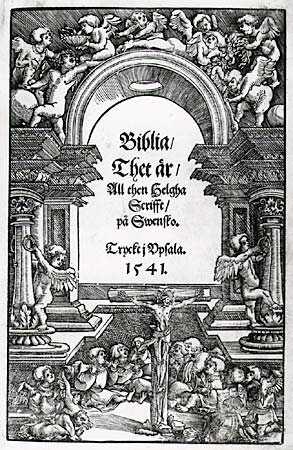
《古斯塔夫·瓦萨圣经》首页（1541）。标题译为汉语后，大意是“瑞典语圣经，印于乌普萨拉，1541”。

现代瑞典与始于印刷机的出现和欧洲宗教改革。新君主古斯塔夫·瓦萨上台后，下令将《圣经》翻译为瑞典语。《新约》译成于1526年，完整的圣经译本完成于1541年，这一版也被称作《古斯塔夫·瓦萨圣经》。这一译本非常成功、具有深远的影响，随着历次版本修订，直到1917年，一直是最常见的《圣经》译本。主要译者是Laurentius Andreæ和劳伦丘斯·彼得里、奥劳斯·彼得里兄弟。
瓦萨译本通常被认为是新旧之间的合理妥协：虽然没有坚持当时的口语，但在古形的使用上也没有过分保守。这是迈向更一致的瑞典语正字法中的关键一步，它确立了元音å、ä、ö的写法，并用ck代替kk，使其更容易与丹麦语圣经相区分，这也许是由于两国间持续的竞争而有意为之。三位译者都来自瑞典中部，这被普遍认为是在圣经译本中增加了特定的瑞典中部方言特征。
虽然看起来似乎圣经翻译为正字法开创了一个非常有力的先例，但在本世纪余下的时间里，拼写实际上变得更加不一致。直到17世纪，大约是在第一批语法书写的时候，人们才开始讨论拼写问题。拼写的争论一直持续到19世纪初，直到19世纪后半叶，正字法才形成公认的标准。
这一时期大写字母没有被标准化。它取决于作者和他们的背景。受德语影响的作者将所有名词大写，而其他作者则更少地大写。由于印刷《圣经》时使用的是哥特体，所以也不一定能看出哪些字母是大写的。这种字体一直使用到18世纪中期，后来逐渐被拉丁文字体（通常是安提瓜体）取代。
现代瑞典语时期一些重要的语音变化有：部分复辅音逐渐变为/ɧ/；/g、k/在前元音前软化为/ʝ、ɕ/。浊齿擦音/ð/和浊软颚擦音/ɣ/被强化为对应的塞音/d、g/。

## 当代瑞典语

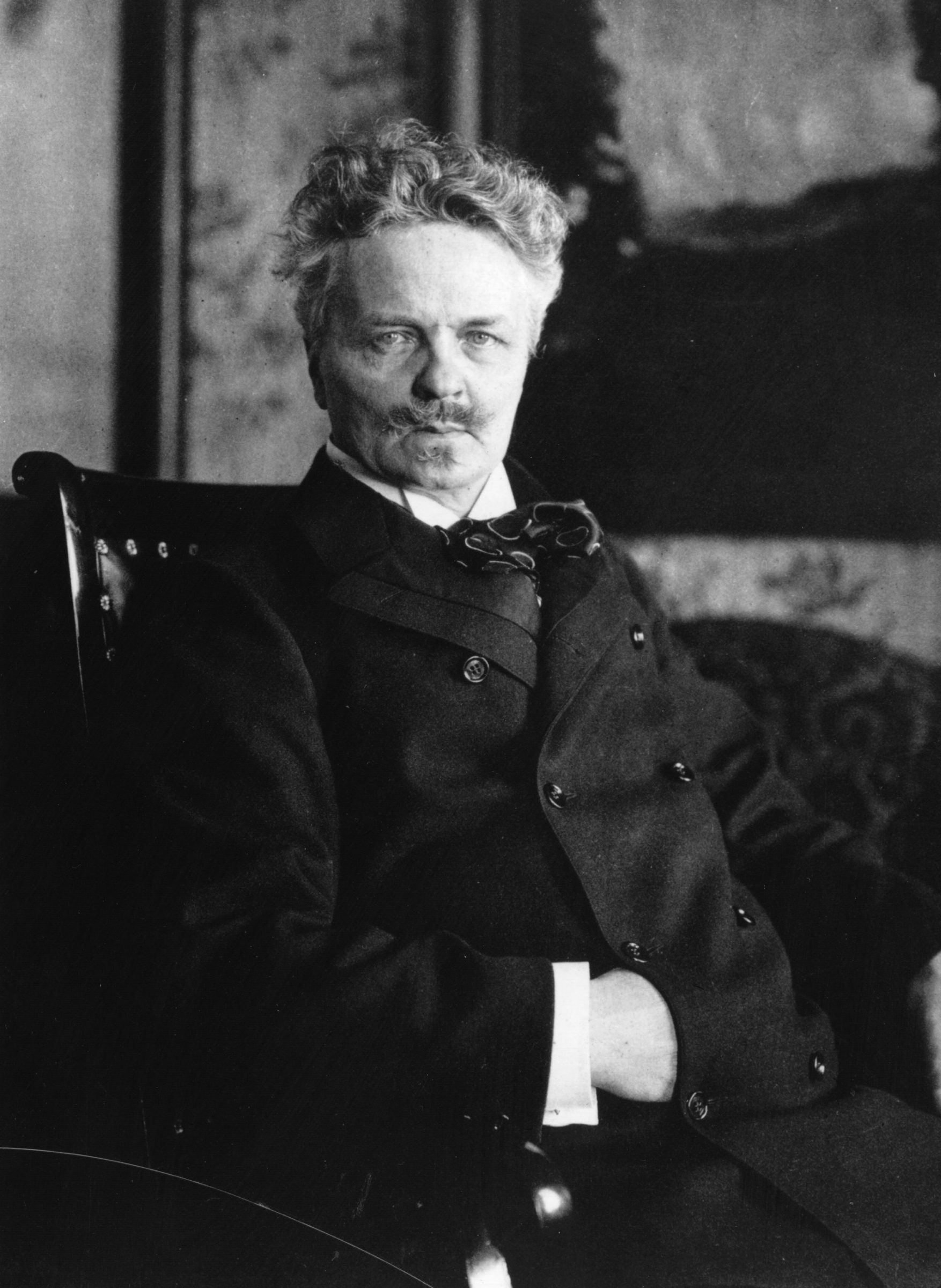
奥古斯特·斯特林堡，常被认为是瑞典现代文学创始者

包括今日瑞典语的时期被称作nusvenska（“当代瑞典语”）。随着青世纪最后几十年瑞典工业化和城市化进程不断深化，一批新的学者开始在瑞典文学中崭露头角。许多作家、学者、政治家和其他公众人物对正在产生的新的民族语言产生了巨大影响，其中最有影响力的是奥古斯特·斯特林堡（1849–1912）。
正是在20世纪，一种共同的、标准化的民族语言开始为所有瑞典人所使用。正字法终于稳定下来，到1906年的拼写改革时，除了一些小的偏差外，几乎完全统一。除了常见于书面语的动词的复数形式和稍微不同的语法，这种语言与今天的瑞典语完全一致。复数动词形式在正式场合（尤其是书面语）中的使用不断减少，直到1950年代，复数动词形式最终正式消失，甚至所有官方文件都不见踪迹。
瑞典语一个非常重要的变化出现于1960年代，即所谓“你改革”。在此之前，称呼相同或更高社会地位的人用的一般是称谓+姓氏。herr“先生”、fru“女士”或fröken“小姐”只在与职业、学术头衔或军衔不明的陌生人初次交谈时可被接受。听者最好以第三人称的方式称呼，这使得社会成员之间的口语交流更加复杂。20世纪初，人们试图用Ni（标准第二人称复数代词）取代对头衔的坚持，这对应法语vous和德语Sie，但最终未获得成功。Ni最终变为一种略显傲慢的“你”，用于称呼社会地位较低的人。随着20世纪五六十年代瑞典社会的自由化和激进化，这些社会阶级区分变得不那么重要，du在官方和正式场合也成为标准。

## 少数语言

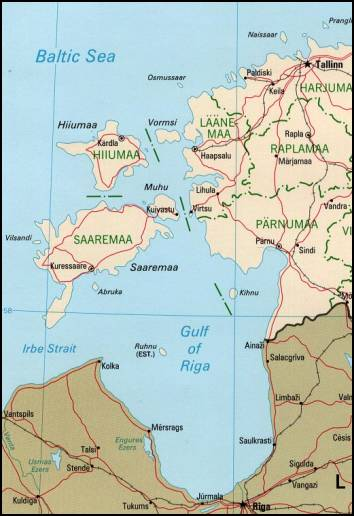
以前居住着“沿海瑞典人”的爱沙尼亚岛屿地图

以前在爱沙尼亚有讲瑞典语的社区，特别是在波罗的海沿岸的岛上（希乌马岛、萨雷马岛和沃尔姆西岛）。瑞典语少数民族在议会中有代表，并有权在议会的辩论中使用母语。18世纪初，波罗的海地区被俄罗斯占领之后，约1千名讲瑞典语的人被迫迁往乌克兰，并建立了自己的村庄加马尔文斯克比（“老瑞典村”）。村中一些老人仍讲瑞典语，且过瑞典节日。不过这种方言很可能面临灭绝。
在爱沙尼亚，一二战之间，剩余的少量瑞典语社区得到了很好的对待。以瑞典语为主体的城市主要分布在沿海地区，以瑞典语为行政语言，瑞典-爱沙尼亚文化也出现上升势头。然而，大多数讲瑞典语的人在二战结束后逃回了瑞典，当时爱沙尼亚被并入苏联。现今，只有少数人还说瑞典语。